# ImHalal
ImHalal — первый исламский поисковик. Он отличается от других веб-поисковиков тем, что не выдает результаты с содержимым, противоречащим исламу. Новый поисковик может отличить разрешённые для мусульман (халяльные) результаты поиска от запретных (харамных). Сайт «ImHalal» работает на основе трёхбальной системы, оценивающей сайты на предмет их «харамности», и, в случае, если найденные сайты имеют высокий уровень запрещённости для мусульман, предлагает задать другие условия поиска. Так, если пользователь попытается найти материалы порнографического характера, то система выдаст сообщение: «Oops! Your search inquiry has a Haram level of 3 out of 3! I would like to advise you to change your search terms and try again». Помимо английского, сайт может находить и материалы на других языках, в частности, на русском.

Создатель сервиса, Реза Сардеха, утверждает, что «благодаря новому ресурсу, мусульманам удастся оградить себя и своих близких от сайтов, содержимое которых не укладывается в законы шариата».

Новая поисковая система уже успела получить одобрение в ДУМ Республики Татарстан.

Но в 2011 году поисковик был закрыт из-за отсутствия финансирования. В данный момент ресурс существует лишь для сохранения истории и успехов достигнутых I'mHalal.